# چارلی بیکر (بازیکن فوتبال انگلیسی)
چارلی بیکر (انگلیسی: Charlie Baker؛ زادهٔ ۶ ژانویهٔ ۱۹۳۶) بازیکن فوتبال است.
از باشگاه‌هایی که در آن بازی کرده‌است می‌توان به باشگاه فوتبال کراولی تاون اشاره کرد.